# 7 Pułk Piechoty (PSZ)

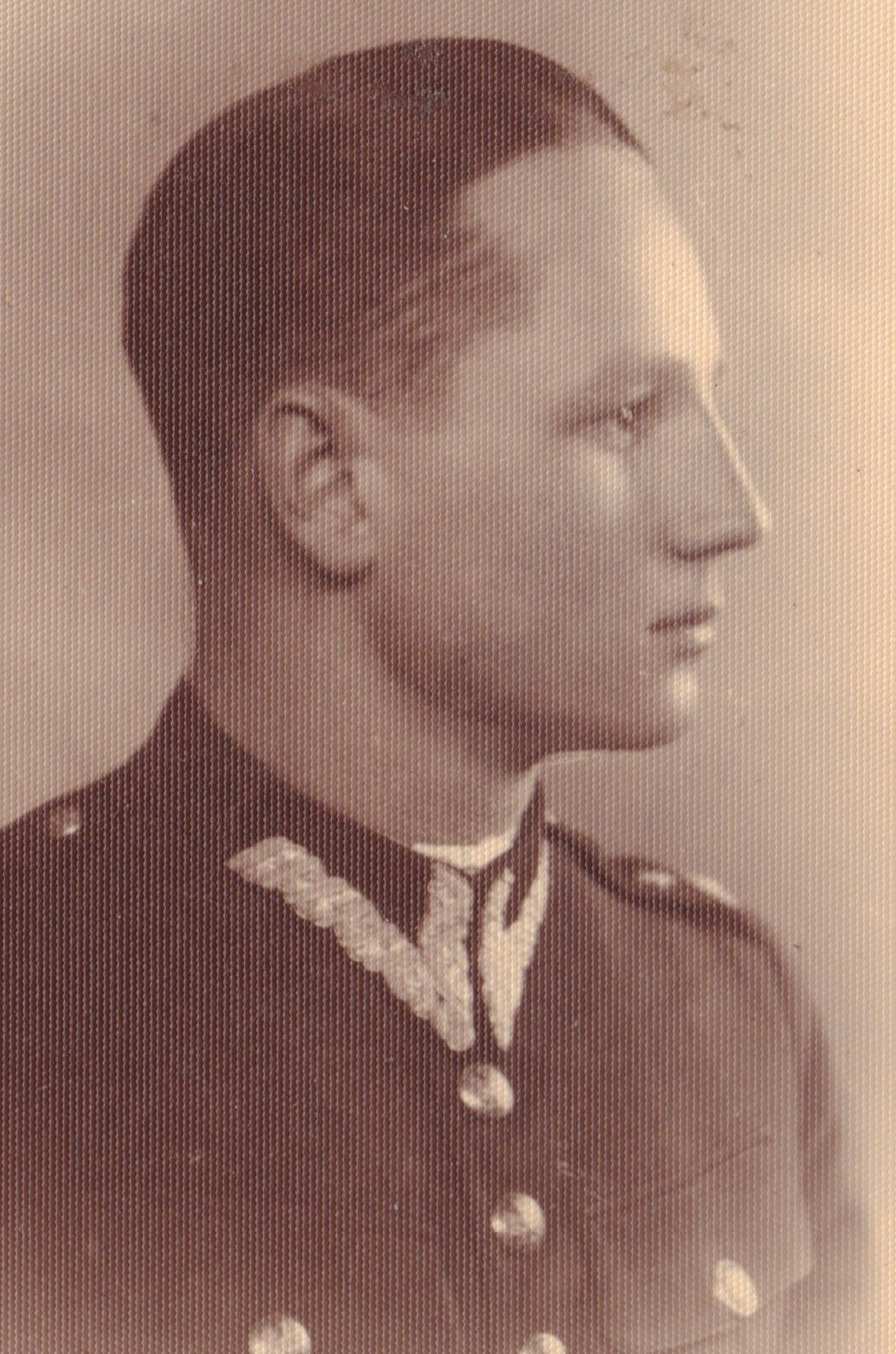
Ppor. Jan Balcerkiewicz - oficer 7 pułku piechoty podczas walk we Francji (1940).

7 Pułk Piechoty (7pp) – oddział piechoty Wojska Polskiego we Francji.

## Formowanie i zmiany organizacyjne
Formowanie pułku rozpoczęto 15 V 1940 roku w miejscowości Guer w pobliżu obozu Coetquidan w Bretanii, w składzie 3 Dywizji Piechoty. 7 pułk piechoty jako jedyny ze składu dywizji osiągnął niemal pełne stany osobowe do końca maja 1940 roku. W trakcie szkolenia pułk otrzymał tylko 290 karabinów, 2/3 stanu ręcznych karabinów maszynowych i komplet ciężkich karabinów maszynowych. Na przełomie maja i czerwca z pułku wydzielono najlepiej wyszkolony I batalion i przekazano, go jako uzupełnienie dla 10 BKPanc. W miejsce wydzielonego pododdziału przekazano do pułku nieprzeszkolonych rekrutów. W dniu 23 V 1940 r. na bazie 1 kompanii ckm pułku, sformowana została 7 kompania przeciwpancerna, następnie wyposażona, uzbrojona i przeszkolona we francuskich ośrodkach szkoleniowych została wysłana na front i przydzielona do francuskiej 53 Lekkiej Dywizji Piechoty.  
W czerwcu 1940 roku pułk posiadał pełne stany osobowe, na dzień 17 VI w szeregach pułku było ok. 120 oficerów i ponad 3 000 szeregowych. Był częściowo uzbrojony (I batalion pułku), wraz pozostałymi jednostkami 3 DP został wyznaczony do obrony Bretanii tzw. „Reduty Bretońskiej”. 
W dniu 18 czerwca 1940, 7 pułk wraz z całą dywizją rozpoczął odwrót do portów bretońskich. Jednakże z uwagi na brak transportu morskiego w dniach 19-20 czerwca, 7 pułk wraz z dywizją został rozwiązany. 
Większość żołnierzy (ok. 80%) pochodziła z emigracji francuskiej i żołnierze ci pozostali we Francji. Natomiast część żołnierzy, która chciała dalej walczyć, zdołała ewakuować się z portu Croisic i dwóch wysp usytuowanych przy ujściu Loary w pobliżu St. Nazaire, do Wielkiej Brytanii. Ogółem z 7 pp ewakuowano do Wielkiej Brytanii 66 oficerów i 535 podoficerów i szeregowych.

## Żołnierze pułku
- Dowódca pułku - ppłk Andrzej Bogacz[4]
- Szef sztabu - mjr dypl. Eugeniusz Dmochowski[4]
- Dowódca I batalionu - ppłk dypl. Wilhelm Wilk-Leśniak[4]
- Dowódca II batalionu - mjr Michał Bilik[4]
- Dowódca III batalionu - mjr Janusz Rowiński[4]
- oficer 6 kompanii - por. Ludwik Józef Fortuna
- oficer pułku - ppor. Jan Balcerkiewicz[a]